# Северцев, Сергей Леонидович
Сергей Леонидович Северцев (настоящая фамилия Фейнберг; 11 октября 1924, Москва — 12 июля 1991, там же) — русский советский поэт, драматург и переводчик. Заслуженный работник культуры РСФСР (1984). Член Союза писателей СССР (1958).  

## Биография
Сын художника Леонида Евгеньевича Фейнберга и Марии Ивановны Коровиной (в первом браке — Яковлева), племянник пианиста и композитора С. Е. Фейнберга, приёмный сын переводчицы японской поэзии В. Н. Марковой. Сестра — детская писательница Софья Леонидовна Прокофьева. 
Участник Великой Отечественной войны (1942—1945). В 1950 году окончил Литературный институт имени А. М. Горького, занимался в семинарах В. А. Луговского и М. А. Светлова.
Печататься начал с 1942 года в газетах и «Окнах ТАСС». Автор 20 оперных либретто, трех сборников оригинальных стихов и более 40 сборников переводов, главным образом из восточной поэзии. Среди поэтов, которых переводил Северцев, — Алишер Навои, Омар Хайям, Низами, Рабиндранат Тагор, Пабло Неруда, Назым Хикмет, Иоганнес Бехер, Луи Арагон, Сурьякант Трипатхи Нирала. Несколько сборников посвящены древнеиндийской лирике.
Важное место в этом ряду принадлежит индонезийским поэтам, стихи которых впервые зазвучали на русском языке в его переводах (Амир Хамза, Хайрил Анвар, Риваи Апин, Ситор Ситуморанг, Аип Росиди, Армейн Пане, Сануси Пане, Интойо и др.). Северцеву удалось донести до читателя интонационный строй каждого из авторов, основной нерв его поэзии, увлечь его чувствами, его видением мира. По словам его жены, Анны Исааковны Прудовской (1926—2021), он был настолько «очарован» и «околдован» индонезийской поэзией, что, приступив к работе над переводами, даже стал брать уроки индонезийского у Л. А. Мерварт и практически обходился без подстрочников.
Умер 12 июля 1991 года. Похоронен на Головинском кладбище.
Дочь — Холмогорова Елена Сергеевна (род. в 1952 году),  российский прозаик и эссеист, ответственный секретарь и заведующая отделом прозы журнала «Знамя», преподаватель литературного мастерства. Член Союза писателей.

## Отзывы
Известный советский и российский индолог С. Д. Серебряный так характеризует творчество Северцева: 
"С. Л. был человек недюжинного таланта и огромной работоспособности, но он достиг меньшего, чем мог бы, потому что сделал перевод своим доходным ремеслом. Процитирую Е. Витковского: “Восточную лирику и эпику Северцев переводил километрами, из-за этого он терял читателя. Назым Хикмет высоко оценил переводы Северцева из Поля Элюара, были и другие столь же достойные отзывы - но даже от “избранной” книги Северцева “Спелые грозди” (М., 1981) на 90 процентов веет заданностью, заказанностью работы ... Среди его восточных переводов вполне достаточно таких, от которых “болит голова” (как сказал Тарковский), но немало и таких, от которых испытываешь эстетическое удовольствие”.

## Награды
- Государственная премия Узбекской ССР имени Хамзы (1972)
- Литературная премия С. Бородина (1980)
- Заслуженный работник культуры РСФСР (1984)

## Основные сборники переводов
- Голоса трёх тысяч островов. Стихи индонезийских поэтов. Переводы Сергея Северцева, М., 1963.
- Три сокровища. Ташкент, 1965.
- Цветы далёких берегов. Лирика индонезийских поэтов в переводах Сергея Северцева, М., 1966.
- Сказание о Шарьяре: каракалпакская поэма. Перевод Сергея Северцева. Каракалпакия, 1971.
- Баччан Х. Колесница солнца / Пер. с хинди С. Северцева. Ташкент, 1973. — ?? с.
- Баччан Х. Силы весенние: Стихи / Пер. с хинди С. Северцева. М., 1973. — 15 с.
- Молнии и лотосы. Индийская лирика XX века в переводах Сергея Северцева. М.: Главная ред. восточной лит. изд-ва «Наука», 1975. — 558 с.
- Алиева Ф. Нежность: Стихи и поэма / Пер. с авар. С. Северцева. М.: Воениздат, 1977. — 198 с.
- Видьяпати Т. Песни любви: Из инд. средневековой лирики / Пер. С. Северцева. М.: Худ. лит., 1977. — 254 с.
- Алиева Ф. Напутствие: Стихи / Пер. с авар. С. Северцева. М.: Сов. воин, 1978. — 95 с.
- Баччан Х. Избранная лирика / Пер. с хинди С. Северцева. М.: Мол. гвардия, 1978. — 63 с.
- Алиева Ф. Легенда о каменной бурке: Стихи и поэма / Пер. с авар. С. Северцева. М.: Правда, 1980. — 32 с.
- Голоса друзей: Соврем. инд. лирика в пер. С. Северцева / Предисл. Е. П. Челышева; Справки об авт. и примеч. В. С. Семенцова, Ю. В. Цветкова. Алма-Ата: Жазушы, 1980. — 766 с.
- Легенда о синем лотосе: [Поэма] / Сергей Северцев; [Вступит. статья Т. Тулы Ташкент: Еш гвардия, 1980.
- Спелые грозди. М.: Советская Россия, 1981.
- Волны жизни: Стихи, поэмы, драмы / Тураб Тула; Пер. [с узб.] С. Северцева. Ташкент: Изд-во лит. и искусства, 1982.
- Алиева Ф. Память: Стихи и поэмы / Пер. с авар. С. Северцева. М.: Воениздат, 1983. — 333 с.
- Великое древо: Поэты Востока в пер. С. Северцева / Предисл. М. Курганцева. М.: Наука, 1984. — 607 с.
- Алиева Ф. Разговор с Отчизной: Стихи и поэма / Пер. с авар. С. Северцева, Г. Ярославцева. М.: Правда, 1985. — 32 с.
- Мой Гулистан: Переводы из узб. поэзии / Сергей Северцев; [Вступ. ст. Т. Тулье] Ташкент : Изд-во лит. и искусства, 1985.
- Радуга над Гангой: Поэты Индии XX в. в пер. С. Северцева / [Сост., предисл. и примеч. И. Д. Серебрякова; Худож. Л. В. Гритчин]. [Кн. 1,2] Алма-Ата: Жазушы, 1986.
- Алиева Ф. Тавакал, или Отчего седеют мужчины: Поэма / Пер. с авар. С. Северцева. М.: Современник, 1988. — 215 с.
- Конь, обгоняющий время: Вост. сказания в пер. С. Северцева / [Послесл. К. Яшена; Примеч. Г. Ю. Алиева, Ю. В. Цветкова; Худож. В. Котанов] М.: Сов. Россия, 1988.
- Алиева Ф. Звезда судьбы моей: Кн. лирики / Пер. с авар. С. Северцева. М.: Сов. Россия, 1989. — 207 с.
- Колесница Солнца: Восемь тетрадей инд. классич. лирики в пер. С. Северцева / [Отв. ред. Г. Б. Ярославцев; Предисл., примеч. и глоссарий Ю. В. Цветкова; Худож. В. Б. М.: Наука, 1991.
- Махабхарата: Поэт. перелож. С. Л. Северцева / Ил. А. В. Мелихова. М.: Международный центр Рерихов [и др.], 2000.
- Радости любви. Древнеиндийская лирика в переводах Сергея Северцева. М.: Время, 2007

## Либретто
- Солодухо, Яков Семёнович. Город мастеров, или Сказка о двух горбунах: Опера-сказка в 3-х д., 5-ти карт. / Либретто С. Северцева по мотивам одноим. пьесы Т. Габбе М.: Сов. композитор, 1974.
- Шантырь, Григорий Михайлович . Город юности : Опера: Отдельные номера для меццо-сопрано с сопровожд. ф.-п. / Либретто С. Северцева по мотивам романа В. Кетлинской «Мужество» М.: Сов. композитор, 1959.
- Шантырь, Григорий Михайлович. Город юности : Опера в 6-ти карт. с прологом и эпилогом / Либретто С. Северцева по мотивам романа В. Кетлинской «Мужество»; Перелож. для пения с ф.-п. автора М.: Музыка, 1965 .
- Александров, Анатолий Николаевич. Греческие народные мелодии : В обраб. для голоса с ф.-п.: Соч. 83 / Слова С. Северцева по мотивам греческого фольклора М.: Музгиз, 1962.
- Молчанов, Кирилл Владимирович Заря: Опера в 4 д., 6 карт. / Либретто С. Северцева по пьесе Б. Лавренева «Разлом» М.: Сов. композитор, 1959.
- Спадавеккиа, Антонио Эммануилович. Капитанская дочка : Опера в 3-х д. / Либретто С. Северцева по одноим. повести А. Пушкина М.: Сов. композитор, 1984.
- Молчанов, Кирилл Владимирович. "Каменный цветок": Опера в 4 действиях, 5 картинах; либретто по мотивам сказов П. Бажова написано С. Северцевым.